# Gilbert, Iowa
Gilbert är en ort i Story County i Iowa. Vid 2010 års folkräkning hade Gilbert 1 082 invånare.